# أيدان أ. كيلي
أيدان أ. كيلي (بالإنجليزية: Aidan A. Kelly)‏ هو قسيس أمريكي، ولد في 22 أكتوبر 1940 في كولون في بنما.